# La Cartuja de Monegros
La Cartuja de Monegros es una localidad perteneciente al municipio de Sariñena, en la provincia de Huesca, comunidad autónoma de Aragón, España. En 2018 contaba con 259 habitantes. Se trata de un pueblo de colonización fundado en 1967 en las proximidades de la Cartuja de Nuestra Señora de las Fuentes (Cartuja de Monegros).